# Trimonte
Em heráldica, um trimonte é uma representação estilizada de três colinas ou montanhas arredondadas, normalmente na base da imagem. O trimonte (em inglês: Trimount; em alemão: Dreiberg) pode ser encontrado na heráldica de muitas nações europeias. Um desenho de seis colinas também pode ser encontrado na heráldica da Suíça e Itália. Os animais e flores heráldicas são frequentemente representadas por sobre o trimonte.
O brasão de armas da Hungria representa um trimonte, assim como o brasão de armas da Eslováquia. O trimonte no brasão de armas húngaro (e também provavelmente o eslovaco) representa três cadeiras de montanhas do Reino da Hungria: Tatra, Fatra e Mátra. O trimonte pontudo que aparece na bandeira da Eslovénia representa Triglav, a montanha mais alta do país.

## Exemplos

Brasão de armas da Hungria
Brasão de armas da Eslováquia
Brasão de armas da Eslovênia
El Puig, na Espanha
Ebersberg
Gleichamberg